# Crisis política en Paraguay de 2017
La crisis política en Paraguay de 2017, conocida popularmente como Segundo Marzo Paraguayo o Marzo Paraguayo de Cartes, fue una serie de protestas iniciadas en Paraguay el 31 de marzo de 2017, durante las cuales manifestantes incendiaron el edificio del Congreso de Paraguay. Las manifestaciones ocurrieron en respuesta a una enmienda constitucional que permitiría al presidente de Paraguay Horacio Cartes postularse a la reelección presidencial, un movimiento descrito por la oposición como un «golpe de Estado». Se registró la muerte de un manifestante en Asunción debido a un disparo de escopeta atribuido a la policía. Asimismo, se reportaron múltiples heridos, incluyendo manifestantes, agentes de seguridad, periodistas y políticos. Un diputado de la Cámara Baja resultó lesionado por impactos de proyectiles de goma y requirió intervención quirúrgica.
El 17 de abril, el presidente Cartes anunció que renunciaba a cualquier posible candidatura para un segundo mandato presidencial. El 26 de abril, la Cámara de Diputados de Paraguay rechazó el proyecto de enmienda constitucional de reelección presidencial.

## Antecedentes

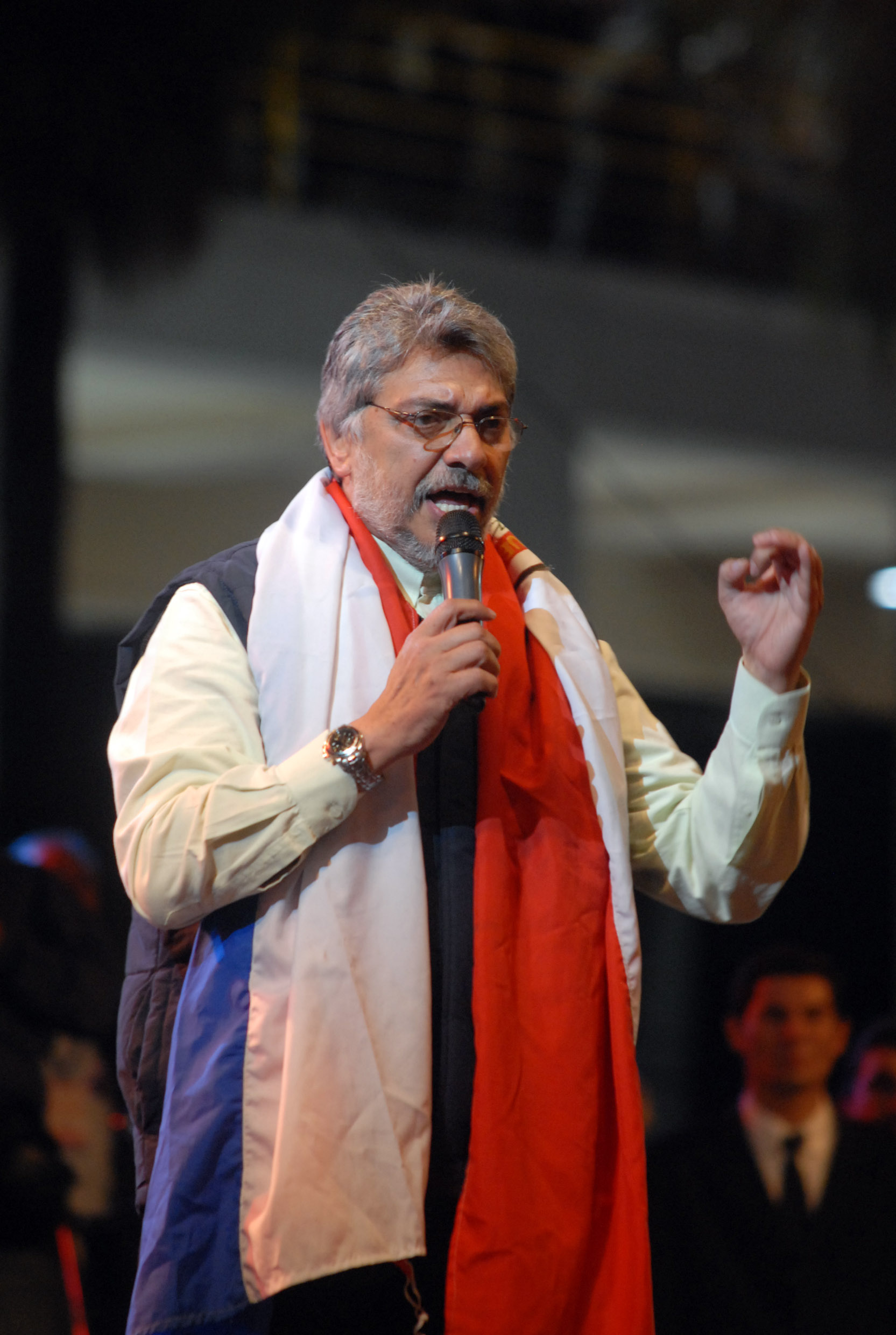
Fernando Lugo, expresidente de Paraguay, quien apoyó la enmienda.

La Constitución del Paraguay de 1992 limita al presidente de Paraguay a un único mandato de cinco años. La enmienda propuesta permitiría que los elegidos anteriormente como presidente vuelvan a postularse para la reelección. Una votación previa sobre la medida fue rechazada en agosto de 2016. Las normas del Congreso establecieron que el tema no podría ser tratado de nuevo hasta después de un año. Sin embargo, en la última semana de marzo de 2017, los legisladores lograron enmendar los reglamentos y llevar la iniciativa al Senado para su aprobación. La propuesta de enmienda constitucional permitiría a los presidentes y vicepresidentes del país postularse a un periodo más, de forma continua o alternada. Eso permitiría al entonces presidente Horacio Cartes y al expresidente Fernando Lugo postularse por otro período de cinco años.
Para que la enmienda sea ratificada, también tendría que pasar en la cámara baja, un resultado probable en una cámara donde el Partido Colorado controla 44 de 80 escaños. Esto sería seguido por un referéndum nacional. El presidente del Senado, Roberto Acevedo, del Partido Liberal Radical Auténtico (PLRA) de la oposición, presentó una apelación ante la Corte Suprema de Justicia, argumentando que la votación violaba las reglas del Senado.
La Constitución paraguaya prohíbe la reelección presidencial desde 1992, después de la caída de la dictadura militar de Alfredo Stroessner, que se extendió entre 1954 y 1989. La administración Stroessner, del Partido Colorado, fue una de las más largas y represivas de la historia latinoamericana. La dictadura militar paraguaya dejó más de 400 desaparecidos, más de 18 000 torturados y más de 20 000 exiliados, según datos publicados en 2008 por la Comisión de Verdad y Justicia del Paraguay. Sin embargo, después de la caída y el exilio de Stroessner, el Partido Colorado continuó ganando elecciones y completó más de seis décadas consecutivas en el poder, hasta que en 2008, el centroizquierdista Lugo, del Frente Guasú, ganó las elecciones. Lugo fue destituido después de un juicio político en 2012, y en 2013, el Partido Colorado regresó al gobierno con Cartes.
El 28 de marzo, una discusión en el Congreso terminó con gritos en los pasillos del palacio legislativo de Asunción entre senadores de izquierda y del Partido Colorado que se dividieron en dos facciones: funcionarios del gobierno que apoyaban la reelección de Cartes, y disidentes, que la rechazaban. El congreso entonces estaba completamente rodeado de policías: carros lanza-agua y cientos de tropas antidisturbios impidieron el paso de la gente. Cientos de paraguayos, entre ellos diputados disidentes, senadores y líderes políticos paraguayos, demostraron hasta las primeras horas de la mañana del 29 de marzo de 2017 en el centro de Asunción contra la aprobación del proyecto presidencial de reelección.
Una votación a puerta cerrada del Senado sobre la enmienda fue programada para el 31 de marzo de 2017. Esto también coincidió con una reunión del Banco Interamericano de Desarrollo en Asunción, que llevó a la capital paraguaya a miles de empresarios extranjeros y funcionarios gubernamentales. La medida adoptada por los senadores del Partido Colorado, que necesitaba 23 miembros para pasar en la asamblea de 45 miembros, fue aprobada con 25 votos.

## Protestas
Después de la votación en el Senado, protestas estallaron en Asunción contra la legislación. Desirée Masi, líder del Partido Democrático Progresista de la oposición, declaró: «Se ha hecho un golpe. Vamos a resistir e invitamos a la gente a que resista con nosotros». Durante las protestas, las ventanas del Congreso fueron rotas y el edificio fue incendiado por los manifestantes. También fue derribado el cercado que rodeaba al edificio. La policía utilizó cañones de agua, gases lacrimógenos y balas de goma para dispersar a los manifestantes.
Rodrigo Quintana, de 25 años de edad, líder de Juventud Liberal, el ala joven del Partido Liberal Radical Auténtico, del distrito de La Colmena, Departamento de Paraguarí, murió tras ser herido de gravedad en el torso por un oficial de policía después de que la policía invadió la sede del PLRA. El presidente del Partido Liberal Efraín Alegre confirmó la muerte. El momento de la irrupción de la policía a la sede del partido fue capturado en un video de circuito cerrado.
Al igual que en Asunción, en la madrugada del 1 de abril de 2017, Ciudad del Este fue escenario de una represión policial contra manifestantes antienmienda que se congregaron a la cabeza del Puente Internacional de la Amistad. Al menos 12 personas fueron detenidas. Alrededor de la 1:00 de la madrugada, agentes de la Policía Montada y del Grupo Especial de Operaciones iniciaron el despeje del paso fronterizo disparando a los manifestantes. La balacera duró aproximadamente una hora, dejando numerosos heridos con balas de goma. Los ciudadanos emprendieron corridas hacia los centros comerciales, tratando de refugiarse de los disparos, y algunos fueron sacados de esos lugares para ser aprehendidos. Entre los heridos se encontraba un fotógrafo de un periódico local.
En la madrugada del 1 de abril de 2017, miembros del grupo montado de la Policía Nacional del Paraguay atacaron la sede del periódico ABC Color utilizando balines y balas de goma. La puerta principal de la sede del periódico fue destrozada por una bala de goma y los fragmentos de vidrios hirieron a dos funcionarios.

## Reacciones

### Internacionales

#### Gobiernos
- Argentina: Con arengas en guaraní, paraguayos radicados en Buenos Aires se manifestaron frente a la embajada paraguaya en Argentina en la tarde del 1 de abril. El principal motivo de la movilización fue la indignación por la muerte de Quintana, y solicitaron la renuncia del presidente de Paraguay.[20] La cancillería emitió un comunicado en el cual «lamenta los hechos de violencia» y espera que «las medidas e investigación dispuestas por el Presidente Cartes permitirán su pleno esclarecimiento y la determinación de las responsabilidades que correspondan».[21]

- Bolivia: El presidente de Bolivia Evo Morales denunció la inacción del Secretario General de la Organización de los Estados Americanos (OEA), Luis Almagro, en la crisis política desatada en Paraguay. «Congreso paraguayo convulsiona a su pueblo. Sr. Luis Almagro, Secretario General de la #OEA, ahora, ¿habrá Carta Democrática para #Paraguay?», escribió Moreles en su cuenta de Twitter.[22][23]

- Estados Unidos: La embajada de los Estados Unidos condenó los actos de violencia y el incendio iniciado por ciudadanos en la sede del Congreso de Paraguay, e hizo un llamado al Gobierno y todas las partes involucradas a trabajar juntos y de forma transparente para resolver los problemas que desencadenaron los disturbios.[24][25]

- España: Paraguayos que residen en España se congregaron en el Consulado paraguayo en Barcelona, elevando voces en contra del «atropello» en el Senado y los hechos ocurridos en la noche del 31 de marzo.[26] Varios ciudadanos paraguayos realizaron una manifestación el 2 de abril frente al Consulado paraguayo en Madrid, España contra la enmienda, pidieron justicia para la muerte de Quintana.[27]

- Santa Sede: El papa Francisco pidió el 2 de abril evitar «toda violencia» y abogó por buscar «soluciones políticas» en Venezuela y Paraguay, a cuyas situaciones políticas aludió tras el rezo del Ángelus.[28][29]

- Uruguay: Las fuerzas políticas del Uruguay, el Frente Amplio y el Partido Nacional, se pronunciaron sobre los hechos ocurridos a los alrededores del Congreso de Paraguay expresando su preocupacíon por la situación política paraguaya, manifestaron condolencias por el fallecimiento de Quintana y solicitaron que las diferencias políticas se resuelvan por medio del diálogo.[30] El Gobierno de Uruguay expresó «mucha preocupación» ante los acontecimientos de violencia registrados durante las protestas.[31]

#### Organizaciones supranacionales
- Organización de los Estados Americanos: El Secretario General de la Organización de los Estados Americanos (OEA), Luis Almagro, llamó a las fuerzas políticas de Paraguay a la paz e instó al gobierno a investigar la muerte de Quintana. Almagro criticó las acciones del las personas que irrumpieron en el Congreso como así también la reacción sangrienta de las fuerzas policiales que provocaron la muerte de Quintana.[32] Líderes opositores paraguayos del Partido Liberal Radical Auténtico y del Partido Demócrata Progresista presentaron una carta dirigida a Almagro en la que solicitan la aplicación del artículo 20 de la Carta Democrática tras los últimos «atropellos cometidos contra la democracia paraguaya» por parte del Gobierno paraguayo.[33]

- Banco Interamericano de Desarrollo: La Asamblea Anual del Banco Interamericano de Desarrollo (BID) arrancó en Paraguay formalmente con una agenda centrada en la integración económica y el cambio climático, el mismo día en el que comenzaron las protestas. «Me quiero sumar al llamado a la paz y al diálogo», señaló Luis Alberto Moreno, presidente del BID, en una rueda de prensa en la sede del Comité Olímpico Paraguayo, lugar donde se está llevando la reunión. Afirmó que el BID brindaría su respaldo, solidaridad y apoyo al Paraguay. El presidente de la entidad aclaró que seguirían siendo un socio vital del Paraguay como hace seis décadas y lo seguiría haciendo por mucho tiempo más, apostando al enorme potencial del país.[34][35]

### Nacionales
El expresidente del Paraguay Federico Franco culpó a Cartes por la crisis política en el país. Franco, que asumió el cargo en 2012 tras la destitución de Lugo tras un juicio político y fue sucedido por Cartes, dijo que el presidente «tiene que retirar esta enmienda de inmediato» para reducir la tensión en el país y aspirar a continuar en su posición. Franco también responsabilizó a Cartes de la muerte de Quintana.
El gobernador del Departamento de Presidente Hayes, Antonio Saldívar, condenó y lamentó «el pésimo actuar de los organismos de seguridad» que causaron la muerte de Quintana. También instó a las autoridades a buscar soluciones respetando las leyes.
El intendente de Asunción, Mario Ferreiro, solicitó que se retirara la enmienda constitucional del Congreso.
El obispo de Caacupé, monseñor Claudio Giménez, culpó a los tres poderes del estado paraguayo de la crisis política, expresando su preocupación por la situación del país como resultado de la crisis política y lamentó que «el ansia de poder y la incoherencia pudieran más». En la misa dominical en la iglesia católica de la ciudad de Acahay, el párroco Elamidio Sandoval cuestionó los sucesos registrados y los consideró culpa de la «ambición» de los reeleccionistas. El religioso pidió a los responsables «que cambien de rumbo y que dejen de generar robos y muertes y que obren con patriotismo».
La comunidad evangélica paraguaya emitió una declaración repudiando los actos violentos que tuvieron lugar. Rechazan además conductas que violen la Constitución Nacional.
Por el otro lado, el presidente Cartes emitió una declaración en Twitter, en respuesta a las protestas: «La democracia no es conquistada o defendida con violencia y pueden estar seguros de que este gobierno continuará haciendo su mejor esfuerzo para mantener el orden en la república. No debemos permitir que unos pocos bárbaros destruyan la paz, la tranquilidad y el bienestar general del pueblo paraguayo». Acusó a los medios de prensa y a un «grupo político» de los excesos que se produjeron en el Congreso del Paraguay.
El presidente del Partido Colorado, Pedro Alliana, llamó al Comité Ejecutivo del partido a una reunión para un «análisis de los acontecimientos ocurridos el 31 de marzo en el Congreso Nacional». El objetivo era abordar lo ocurrido en Asunción después del enfrentamiento entre manifestantes y policías, además de la muerte de Quintana. Al igual que el presidente Cartes, el Partido Colorado culpó a los políticos de la oposición y a los medios de prensa por las protestas en el Congreso, los actos de violencia posteriores y la muerte de Quintana. Alliana leyó una declaración que menciona que  «lamentan la muerte de un joven paraguayo», y exigen la aclaración de los hechos y el castigo de los responsables. La declaración también expresa su apoyo a Horacio Cartes y su gobierno. Tras la lectura de la declaración, Aliana afirmó que Partido Colorado seguiría con su plan de instalar la enmienda constitucional La senadora del Partido Colorado Lilian Samaniego también afirmó que el Partido Colorado seguiría con su plan de instalar la enmienda constitucional.
El ministro de Exteriores de Paraguay, Eladio Loizaga, dijo que «la democracia está más firme que nunca» a pesar del ataque al Congreso en Asunción y defendió la legalidad de la enmienda constitucional e indicó que era «un grupo violento que no entiende la democracia» el que causó los hechos que provocaron el incendio del Congreso. Estas declaraciones las dio en Buenos Aires en una reunión del Mercosur.
El 2 de abril, el expresidente de Paraguay y senador Lugo emitió una declaración a través de YouTube donde criticó los eventos en el Congreso, apeló por la paz e hizo una referencia al referéndum. En el video no tocó el tema del homicidio de Quintana.

## Consecuencias
El Ministerio del Interior de Paraguay tomó la investigación de la muerte de Quintana. Gustavo Florentín, suboficial del cuerpo antidisturbios de la Policía Nacional del Paraguay, confesó haber disparado accidentalmente a Quintana. En su defensa, afirmó que la escopeta se disparó accidentalmente en un forcejeo. El Ministro de Interior de Paraguay, Tadeo Rojas, afirmó que «[su] posición está a disposición del Presidente de la República». El 1 de abril, el presidente Cartes destituyó al ministro Rojas y al Comandante de la Policía Nacional, Críspulo Sotelo, tras los incidentes que desembocaron en la muerte del joven dirigente liberal Rodrigo Quintana. Lorenzo Lezcano fue confirmado como nuevo ministro del Interior, mientras que el comisario Luis Carlos Rojas fue designado como nuevo Comandante de la Policía Nacional.
El Partido Liberal Radical Auténtico anunció la presentación de un pedido de juicio político contra el presidente Cartes después de los incidentes en la movilización como resultado de la aprobación de la enmienda constitucional, culpándolo a él y a los senadores que aprobaron la propuesta de enmienda constitucional de los hechos que tuvieron lugar en el Congreso. La solicitud de pedido de juicio político será presentada por los legisladores liberales en la Cámara de Diputados.
La votación de la cámara baja sobre la enmienda constitucional fijada para el 1 de abril fue pospuesta debido a las protestas. El Senado y la Cámara de Diputados dictaminaron suspender las actividades debido al peligro de colapso del edificio del Congreso. El congreso paraguayo no volvió a sesionar hasta el 5 de abril de 2017.
Un total de 211 personas fueron arrestadas después de las protestas, de las cuales 90 fueron liberadas tras prestar declaración ante autoridad competente.
Una gran multitud se reunió para el funeral de Quintana el 2 de abril. Luego de ser velado en la sede del PLRA, el ataúd fue trasladado a su ciudad natal, La Colmena, donde fue enterrado. En una conferencia de prensa, las autoridades liberales anunciaron que no descansarían hasta que se hiciera justicia.
En los servicios de redes sociales, se lanzó una campaña denominada «#NO», que rechaza la enmienda constitucional y la reelección. Los usuarios critican la actuación de la clase política y lo que consideran violaciones de las leyes existentes, así como los principios constitucionales.
El presidente Cartes convocó en un mensaje televisado a una mesa de diálogo entre los presidentes de los partidos políticos «con representación parlamentaria» de las dos Cámaras del Congreso, así como representantes del Ejecutivo y la alta jerarquía de la Iglesia Católica paraguaya para discutir la situación y buscar una solución a la crisis política. La oposición paraguaya, encabezada por el PLRA, dijo que no se proveen las condiciones para un diálogo con el partido gobernante, a menos que se cumplan determinados puntos.
El 3 de abril, cientos de manifestantes se manifestaron en la Plaza de Armas cerca del Congreso paraguayo, exigiendo la retirada de la enmienda constitucional propuesta por el Partido Colorado, denunciando también la violencia que se produjo el 31 de marzo. También recolectaron firmas para una petición que pedía la anulación de la petición de enmienda constitucional. Estudiantes se reunieron en la Plaza de las Américas de Asunción para marchar a Mburuvicha Róga, la residencia oficial del presidente de Paraguay. El objetivo fue truncado por la policía ya que el lugar es de acceso restringido. El 5 de abril, una concentración estudiantil se llevó a cabo en Itacurubí del Rosario, Departamento de San Pedro en donde, pese a la lluvia, los jóvenes manifestaron su rechazo al proyecto de enmienda constitucional impulsado por los partidarios de Cartes. El 7 de abril, estudiantes secundarios de varias instituciones de otra ciudad de San Pedro, San Estanislao, también se concentraron en la plaza Mariscal López para repudiar el proyecto de enmienda constitucional.
Un grupo de ciudadanos colocó una placa en uno de los pilares de un nuevo «superviaducto» ubicado entre las avenidas Madame Lynch y Aviadores del Chaco en Asunción para «bautizarlo» en honor a Quintana. El «superviaducto» fue inaugurado en la noche del 31 de marzo, al mismo tiempo que se realizaron las protestas ante el Congreso.
Cientos de ciudadanos paraguayos salieron a las calles de varias ciudades del interior del país simultáneamente para alzar su voz de protesta contra la enmienda constitucional que planea implementar la reelección presidencial. Los miembros del PLRA se manifestaron pacíficamente cerrando caminos en dirección a Yasy Cañy, Departamento de Canindeyú.
La cantante paraguaya Andrea Valobra decidió no actuar frente al presidente Cartes como parte de la Asamblea del Banco Interamericano de Desarrollo (BID) que se celebra en Asunción. Mediante un comunicado en las redes sociales, la cantante dijo que no podía ignorar lo que pasó en el país.
El Club Olimpia de Paraguay mostró una pancarta antes de un partido de la Primera División contra el Club Sol de América que decía «QEPD Rodrigo Quintana» y pidió la paz en Paraguay. Las autoridades de la Asociación Paraguaya de Fútbol anunciaron posteriormente que planearon sancionar al club por violar las reglas de competencia, lo que despertó críticas del público paraguayo.
Los ciudadanos paraguayos también se involucraron en escraches, un tipo de manifestación en Argentina, Uruguay, Paraguay y España en la que un grupo de activistas va a la dirección o lugar de trabajo de alguien a quien quieren denunciar o reprender; acudiendo a las residencias de senadores y diputados paraguayos para criticar su actuación en el Congreso sobre la implementación del proyecto presidencial de reelección. Muchos legisladores han sido sorprendidos en parques y centros comerciales donde la gente se ha presentado espontáneamente para expresar su disgusto y descontento por el apoyo a la enmienda constitucional. Incidentes como estos incluyeron el escrache de un senador al hacer una caminata en un parque, y un escrache a la residencia del expresidente Lugo en Lambaré.
El 17 de abril de 2017, el presidente Cartes anunció a través de una nota enviada al monseñor Edmundo Valenzuela que renunciaba a una posible candidatura para un segundo mandato presidencial. El presidente del Senado Acevedo sostuvo que la única forma para creer en las declaraciones del presidente Cartes era que los diputados oficialistas enviaran al archivo el proyecto de enmienda. A pesar de lo expresado por el presidente Cartes en la nota, el 19 de abril, 44 diputados de la cámara baja del Congreso de Paraguay votaron a favor de continuar dándole curso legal a la enmienda constitucional de reelección presidencial. En redes sociales se hizo sentir la queja ciudadana paraguaya.
El 26 de abril de 2017, el pleno de la Cámara de Diputados de Paraguay rechazó proyecto de enmienda constitucional de reelección presidencial. La iniciativa legislativa fue archivada por 78 votos a favor y una sola abstención. Tras la votación en el órgano legislativo, centenares de personas congregadas en la Plaza de Armas frente al Congreso, donde siguieron la sesión en torno a una pantalla gigante, festejaron el resultado como «una victoria del pueblo».